# Margareta a II-a a Danemarcei
Margareta a II-a (Alexandrine Þórhildur Ingrid Margrethe; n. 16 aprilie 1940, Copenhaga, amtul Copenhaga⁠(d), Danemarca) este fosta regină a Danemarcei.

## Primii ani

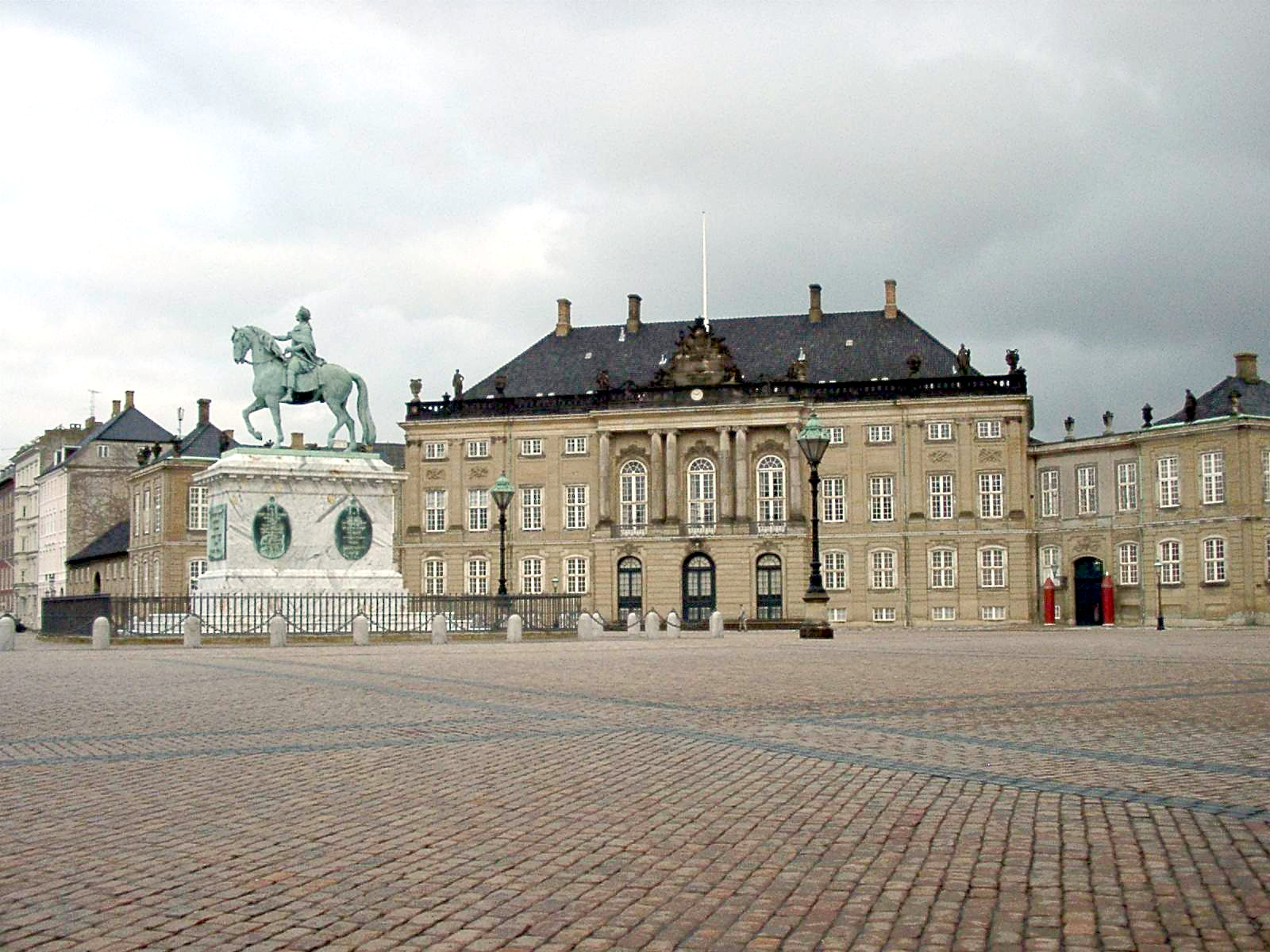
Palatul Amalienborg, locul de naștere al Prințesei Margareta

Prințesa Margareta s-a născut la Palatul Amalienborg, Copenhaga și a fost primul copil al prințului moștenitor Frederik al IX-lea al Danemarcei și a prințesei Ingrid. Tatăl ei era fiul cel mare al regelui în funcțiune Christian al X-lea iar mama era singura fiică a prințului moștenitor Gustaf Adolf, mai târziu regele Gustaf al VI-lea Adolf al Suediei și a prințesei moștenitoare Margaret, o nepoată a reginei Victoria. Nașterea ei a avut loc la doar o săptămână după invazia nazistă a Danemarcei (9 aprilie 1940).
A fost botezată la 14 mai 1940 la biserica Holmen din Copenhaga. Nașii prințesei au fost: regele Christian al X-lea (bunicul patern),  Prințul Knud al Danemarcei (unchiul patern), Prințul Axel al Danemarcei (văr primar patern), regele Gustaf al V-lea al Suediei (străbunicul matern),  Prințul Moștenitor Gustaf Adolf al Suediei (bunicul matern), Prințul Gustaf Adolf al Suediei (unchiul matern), Ducele de Connaught (tatăl bunicii materne).
A fost numită Margareta după bunica maternă, Prințesa Moștenitoare Margaret a Suediei, Alexandrine după bunica paternă, regina Alexandrine și Ingrid după mama ei, Prințesa Moștenitoare Ingrid. Pentru că regele Christian al X-lea a fost și rege al Islandei, ca un tribut adus oamenilor din Islanda, prințesa a primit și numele islandez Þórhildur (Thorhildur).
Margareta are două surori mai mici: Prințesa Benedikte a Danemarcei (n. 1944), care trăiește în Germania și regina Anne-Marie a Greciei (n. 1946), care trăiește la Londra. La 20 aprilie 1947, regele Christian al X-lea a murit și tatăl Margaretei a urcat pe tron sub numele de regele Frederic al IX-lea.

## Prințesă moștenitoare

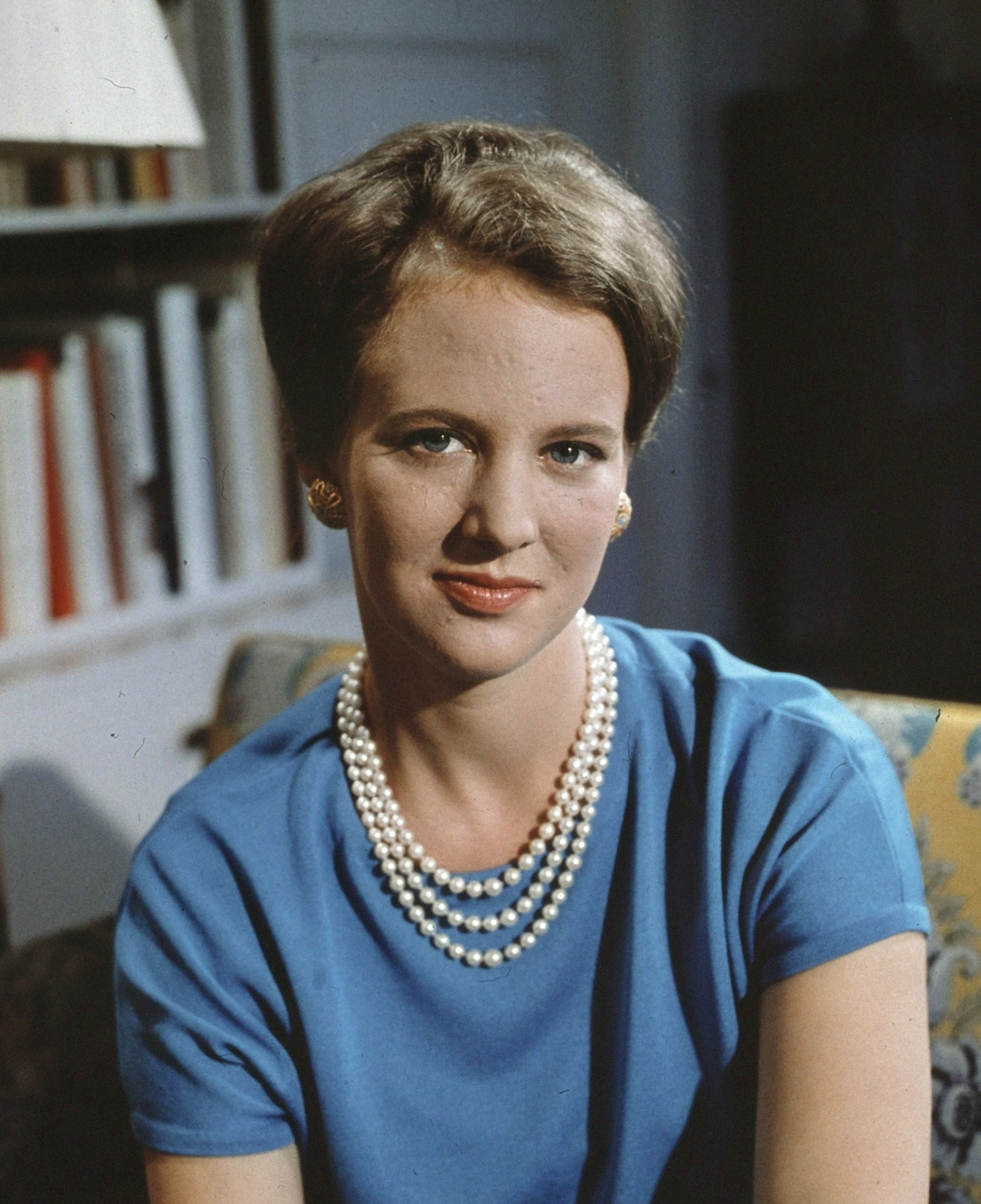
Prințesa Margareta în 1966.

La momentul nașterii ei, numai descendenții masculini puteau urca pe tronul Danemarcei, potrivit schimbărilor la legea de succesiune intrată în vigoare în 1850, când ramura Glücksburg a fost aleasă să domnească. Cum prințesa nu avea frați, era de presupus ca unchiul ei, Prințul Knud, își va asuma tronul într-o zi. 
Procesul de schimbare a constituției a început în 1947, nu cu mult timp după ce tatăl ei a urcat pe tron și era clar că regina Ingrid nu va mai avea alți copii. Popularitatea lui Frederic și a fiicelor sale, precum și rolul mai proeminent al femeilor în viața daneză a început procesul complicat de modificare a constituției.  Legea necesară trebuia să trecă prin două parlamente succesive și apoi printr-un referendum, care a avut loc la 27 martie 1953. Noua lege a succesiunii permitea succesiune femeilor la tronul Danemarcei deși există preferința pentru primogenitura de sex masculin. O femeie putea urca pe tron numai în cazul în care ea nu- vea un frate. Prințesa Margareta a devenit moștenitor prezumtiv.
La împlinirea vârstei de 18 ani, la 16 aprilie 1958, Margareta a primit un loc în Consiliul de Stat. Ulterior ea a condus reuniunile Consiliului în absența regelui.
În 1960, împreună cu prințesele Suediei și Norvegiei, ea a călătorit în Statele Unite, care a inclus o vizită la Los Angeles, și la Studiourile Paramount, unde s-a întîlnit cu câteva celebrități, inclusiv Dean Martin, Jerry Lewis și Elvis Presley.

### Educație
Margareta și-a început educația la o școală particulară din Copenhaga pe care a absolvit-o în 1959. A petrecut un an la o școală pentru fete în Hampshire, England, și mai târziu a studiat arheologie preistorică la Girton College, Cambridge în perioada 1960–1961, științe politice la Universitatea Aarhus între 1961 și 1962; a urmat Sorbona în 1963 și London School of Economics în 1965. Este membru a Societății de Anticarii din Londra.
Regina Margareta vorbește fluent daneza, franceza, engleza, suedeza și germana, și are cunoștințe limitate de faroese.

### Căsătorie
La 10 iunie 1967, prințesa Margareta a Danemarcei s-a căsătorit cu un diplomat francez, Henri de Laborde de Monpezat (1934 - 2018) la Biserica Holmen din Copenhaga. Laborde de Monpezat a primit titlul de "Alteța Sa Regală Prințul Henrik de Danemarca". Din căsătorie au rezultat doi copii: Frederik André Henrik Christian, prințul moștenitor al Danemarcei care s-a născut la 26 mai 1968 și Joachim Holger Waldemar Christian, prinț al Danemarcei născut la 7 iunie 1969. Regina și Prințul Henrik au opt nepoți: prințul Christian, prințesa Isabella, Prințul Vincent, Prințesa Josephine, Prințul Nikolai, Prințul Felix, Prințul Henrik și Prințesa Athena.

## Domnie

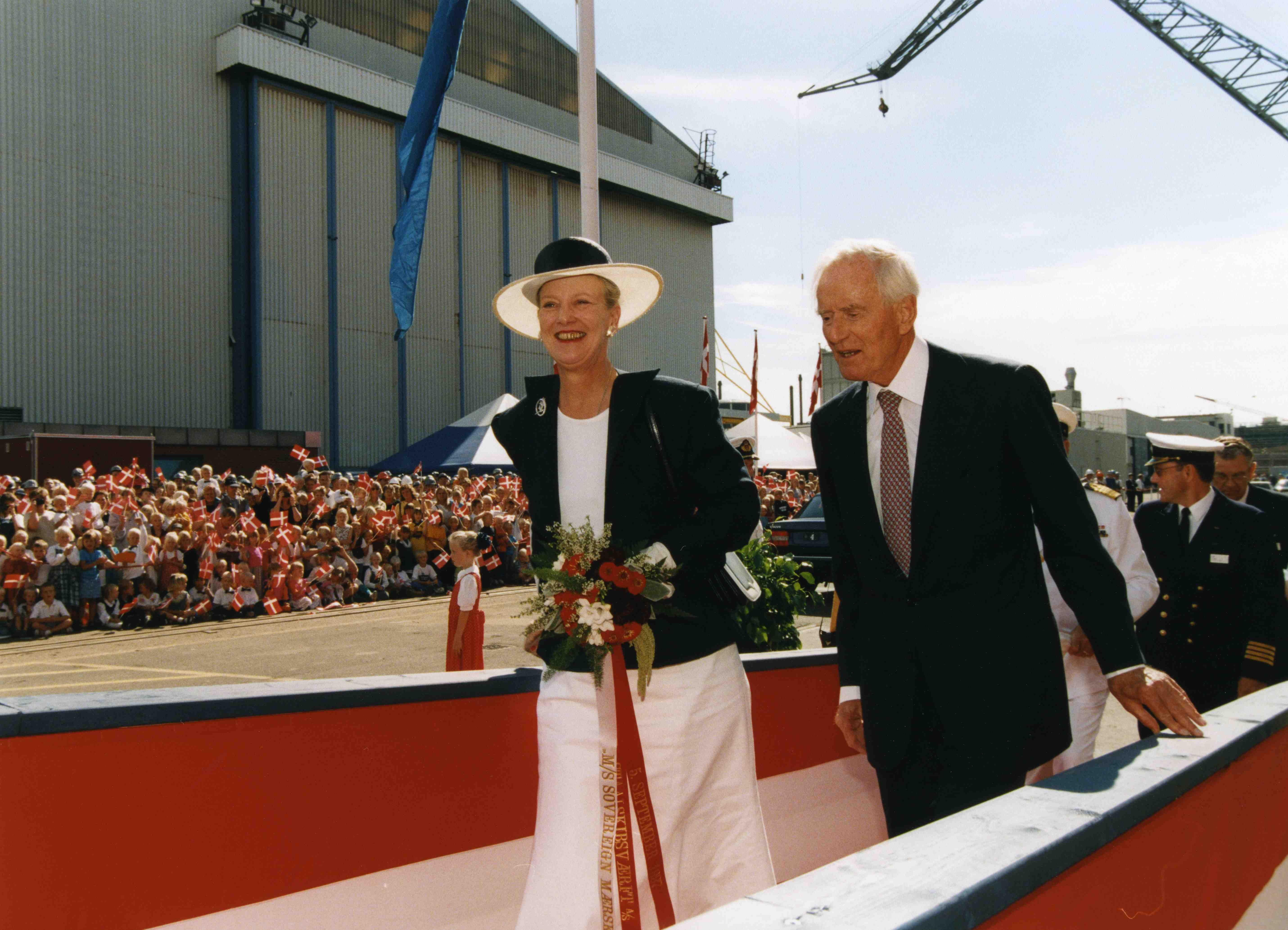
Regina la inaugurarea navei Lindø, 2012

Regele Frederic al IX-lea a murit în 1972 și a fost succedat la tron de prințesa Margareta la 14 ianuarie 1972 care a devenit primul suveran danez de sex feminin sub noua Lege a Succesiunii. A fost proclamată regină de la balconul Palatului Christiansborg la 15 ianuarie 1972 de către prim-ministrul Jens Otto Krag.
Principalele sarcini ale reginei sunt de a reprezenta regatul în străinătate și să fie o figură unificatoare acasă. Ea primește ambasadori străini și acordă premii, onoruri și medalii. Regina accepă invitații de a deschide expoziții, participă la aniversari, inaugurează poduri etc.
În calitate de funcționar public neales, regina nu participă la politica de partid și nu exprimă nici o opinie politică. Deși ea are dreptul de vot, ea decide să nu facă acest lucru pentru a evita chiar apariția partizanatului.
După alegeri în cazul în care prim-ministru în funcție nu are o majoritate în spate, regina ține o "Dronningerunde" (ședința reginei), în care ea se întâlnește cu președinții fiecăreia dintre partidele politice daneze.
Mottoul oficial al reginei este Ajutorul lui Dumnezeu, iubirea poporului, puterea Danemarcei.
Pe 31 decembrie 2023, Margareta a II-a Danemarcei a anunțat că va abdica pe 14 ianuarie 2024, la 52 de ani de când și-a început domnia, în favoarea prințului moștenitor Frederik.

## Familie
S-a căsătorit in 1967 cu Henrik, Prinț Consort al Danemarcei, care era un membru al vechii famili franceze Monpezat. Cupul a avut 2 copii:
- Prințul Moștenitor Frederic al Danemarci (n. 26 mai 1968); S-a căsatorit cu australianca Mary Donaldson și au avut 4 copii.
- Prințul Joachim al Danemarcei, Conte de Monpezat (n. 7 iunie 1969); S-a căsătorit intâi cu Alexandra, Countess of Frederiksborg, și-au avut 2 copii, băieți. După, acesta s-a căsătorit cu Marie Cavallier, care i-a dăruti incă doi copii, un baiat și o fată.